# Eric Clapton World Tour 1992
Die Eric Clapton World Tour von 1992 [ˈɛrɪk klæptɒn wɜːld tʊə] war eine einjährige Konzerttournee des britischen Rockmusikers Eric Clapton. Die Tournee begann am 1. Februar in Brighton und endete am 6. September in Tacoma. Wie schon die Journeyman World Tour (1989–1991) und die Clapton-Harrison-Tour (1991) war auch diese Tournee ausverkauft und ein Kassenschlager für den Briten und dessen Promoter.
Obwohl die Konzerttournee nicht nach einem bestimmten Album betitelt worden war, ergibt sich aus der Setlist, dass Clapton vorwiegend die Alben Journeyman und Unplugged vorstellte. Während der Tournee trat der Brite vor mehr als 1,3 Millionen Konzertbesuchern auf und nahm mehr als 42,2 Millionen US-Dollar ein. Insgesamt trat Clapton im Rahmen seiner Welttournee 72-mal auf und bereiste die Kontinente Europa und Nordamerika in jeweils zwei Abschnitten.
Konzerte in Südamerika, Afrika, Ozeanien und Asien bestritt Clapton in den Jahren 1989, 1990 und 1991 während seiner Journeyman-World-Tour- und Clapton-Harrison-Tour-Konzerte. Vom 20. Februar 1993 bis 3. März 1996 ging Clapton mit seinem Album From the Cradle auf eine dreijährige Welttournee.

## Setlist und Besetzung
Während der Tournee trug Clapton einige Lieder aus dem Journeyman-Album (Pretending, Old Love) aber auch neu komponierte Stücke des Hitalbums Unplugged (Tears in Heaven, Circus Left Town) sowie Coverversionen vor. Während acht Konzerten trat Clapton zusammen mit Elton John auf, was als Konzerte der Reihe „A Unique Double Bill (Eine einzigartige Doppelbesetzung)“ gelten. Für diese Auftritte spielte Clapton den Titel Runaway Train, den er für Johns Album The One als Duett im Jahr 1991 einsang. Als Vorgruppe für Clapton traten Bonnie Raitt, Joe Cocker, Curtis Stigers und Tony Joe White auf. Jimmy Rogers trat als Gastmusiker für eine Bluesimprovisation am 27. Juni in London auf. Zucchero Fornaciari sang den Titel Tearing Us Apart gemeinsam mit Clapton am 6. Juli in Bologna.
Zu den Hauptmusikern der Tournee gehörten neben Clapton als Sänger und Gitarrist auch Andy Fairweather Low als Rhythmusgitarrist, Nathan East an der Bassgitarre, Steve Ferrone am Schlagzeug, Chuck Leavell am Keyboard, Ray Cooper an den Perkussionsinstrumenten sowie Katie Kissoon und Gina Foster als Hintergrundsängerin.

## Konzerttermine
| Datum             | Stadt            | Land                   | Veranstaltungsort             | Besucherzahl                  | Einnahmen     |
| Europa            | Europa           | Europa                 | Europa                        | Europa                        | Europa        |
| ----------------- | ---------------- | ---------------------- | ----------------------------- | ----------------------------- | ------------- |
| 1. Februar 1992   | Brighton         | Vereinigtes Konigreich | Brighton Centre               | 4.200 / 4.200                 | $227.808      |
| 3. Februar 1992   | Birmingham       | Vereinigtes Konigreich | National Indoor Arena         | 42.600 / 42.600               | $1.682.700    |
| 4. Februar 1992   | Birmingham       | Vereinigtes Konigreich | National Indoor Arena         | 42.600 / 42.600               | $1.682.700    |
| 5. Februar 1992   | Birmingham       | Vereinigtes Konigreich | National Indoor Arena         | 42.600 / 42.600               | $1.682.700    |
| 7. Februar 1992   | Sheffield        | Vereinigtes Konigreich | Sheffield Arena               | 24.944 / 24.944               | $985.328      |
| 8. Februar 1992   | Sheffield        | Vereinigtes Konigreich | Sheffield Arena               | 24.944 / 24.944               | $985.328      |
| 12. Februar 1992  | London           | Vereinigtes Konigreich | Royal Albert Hall             | N.N.                          | N.N.          |
| 13. Februar 1992  | London           | Vereinigtes Konigreich | Royal Albert Hall             | N.N.                          | N.N.          |
| 14. Februar 1992  | London           | Vereinigtes Konigreich | Royal Albert Hall             | N.N.                          | N.N.          |
| 16. Februar 1992  | London           | Vereinigtes Konigreich | Royal Albert Hall             | N.N.                          | N.N.          |
| 17. Februar 1992  | London           | Vereinigtes Konigreich | Royal Albert Hall             | N.N.                          | N.N.          |
| 18. Februar 1992  | London           | Vereinigtes Konigreich | Royal Albert Hall             | N.N.                          | N.N.          |
| 22. Februar 1992  | London           | Vereinigtes Konigreich | Royal Albert Hall             | N.N.                          | N.N.          |
| 23. Februar 1992  | London           | Vereinigtes Konigreich | Royal Albert Hall             | N.N.                          | N.N.          |
| 24. Februar 1992  | London           | Vereinigtes Konigreich | Royal Albert Hall             | N.N.                          | N.N.          |
| 26. Februar 1992  | London           | Vereinigtes Konigreich | Royal Albert Hall             | N.N.                          | N.N.          |
| 27. Februar 1992  | London           | Vereinigtes Konigreich | Royal Albert Hall             | N.N.                          | N.N.          |
| 28. Februar 1992  | London           | Vereinigtes Konigreich | Royal Albert Hall             | N.N.                          | N.N.          |
| 2. März 1992      | Glasgow          | Vereinigtes Konigreich | SECC                          | 21.686 / 21.686               | 775.274       |
| 3. März 1992      | Glasgow          | Vereinigtes Konigreich | SECC                          | 21.686 / 21.686               | 775.274       |
| Nordamerika       |                  |                        |                               |                               |               |
| 25. April 1992    | Dallas           | Vereinigte Staaten     | Reunion Arena                 | 18.326 / 18.326               | $486.080      |
| 27. April 1992    | New Orleans      | Vereinigte Staaten     | Lakefront Arena               | 9.541 / 9.541                 | $238.285      |
| 28. April 1992    | Birmingham       | Vereinigte Staaten     | Jefferson County Civic Center | 15.730 / 15.730               | $393.250      |
| 29. April 1992    | Memphis          | Vereinigte Staaten     | The Pyramid                   | 17.110 / 17.110               | $387.023      |
| 1. Mai 1992       | Knoxville        | Vereinigte Staaten     | Thompson–Boling Arena         | N.N.                          | N.N.          |
| 2. Mai 1992       | Charlotte        | Vereinigte Staaten     | Charlotte Coliseum            | 22.576 / 22.576               | $564.400      |
| 4. Mai 1992       | Philadelphia     | Vereinigte Staaten     | The Spectrum                  | 36.888 / 36.888               | $845.608      |
| 5. Mai 1992       | Philadelphia     | Vereinigte Staaten     | The Spectrum                  | 36.888 / 36.888               | $845.608      |
| 6. Mai 1992       | Hartford         | Vereinigte Staaten     | Civic Center                  | 15.923 / 15.923               | $391.140      |
| 8. Mai 1992       | East Rutherford  | Vereinigte Staaten     | Brendan Byrne Arena           | 20.748 / 20.748               | $473.907      |
| 10. Mai 1992      | Landover         | Vereinigte Staaten     | Capital Centre                | 18.381 / 18.381               | $412.617      |
| 11. Mai 1992      | Chapel Hill      | Vereinigte Staaten     | Dean E. Smith Center          | 17.074 / 17.074               | $469.535      |
| 13. Mai 1992      | Rosemont         | Vereinigte Staaten     | Rosemont Horizon              | 34.916 / 34.916               | $898.440      |
| 14. Mai 1992      | Rosemont         | Vereinigte Staaten     | Rosemont Horizon              | 34.916 / 34.916               | $898.440      |
| 16. Mai 1992      | Milwaukee        | Vereinigte Staaten     | Bradley Center                | 18.699 / 18.699               | $478.635      |
| 17. Mai 1992      | Minneapolis      | Vereinigte Staaten     | Target Center                 | 18.308 / 18.308               | $415.790      |
| 19. Mai 1992      | Indianapolis     | Vereinigte Staaten     | Market Square Arena           | 18.700 / 18.700               | $650.175      |
| 20. Mai 1992      | Cleveland        | Vereinigte Staaten     | Richfield Coliseum            | 18.399 / 18.399               | $459.975      |
| 21. Mai 1992      | Cincinnati       | Vereinigte Staaten     | Riverfront Coliseum           | N.N.                          | N.N.          |
| 23. Mai 1992      | Atlanta          | Vereinigte Staaten     | The Omni                      | 16.751 / 16.751               | $419.514      |
| 24. Mai 1992      | St. Petersburg   | Vereinigte Staaten     | Suncoast Dome                 | 24.669 / 24.669               | $555.777      |
| 25. Mai 1992      | Miami            | Vereinigte Staaten     | Miami Arena                   | N.N.                          | N.N.          |
| Europa            |                  |                        |                               |                               |               |
| 14. Juni 1992     | Gent             | Belgien                | Flanders Expo                 | 37.350 / 37.350               | $634.950      |
| 15. Juni 1992     | Gent             | Belgien                | Flanders Expo                 | 37.350 / 37.350               | $634.950      |
| 16. Juni 1992     | Gent             | Belgien                | Flanders Expo                 | 37.350 / 37.350               | $634.950      |
| 18. Juni 1992     | Paris            | Frankreich             | Hippodrome de Vincennes       | 62.593 / 62.593               | $2.222.051    |
| 19. Juni 1992     | Rotterdam        | Niederlande            | De Kuip                       | 48.542 / 48.542               | $1.723.241    |
| 21. Juni 1992     | München          | Deutschland            | Reitstadion Riem              | 14.784 / 14.784               | $524.832      |
| 22. Juni 1992     | Berlin           | Deutschland            | Waldbühne                     | 21.263 / 21.263               | $754.836      |
| 23. Juni 1992     | Dortmund         | Deutschland            | Westfalenhallen               | 14.955 / 14.955               | $530.902      |
| 26. Juni 1992     | London           | Vereinigtes Konigreich | Wembley-Stadion               | 240.000 / 240.000             | $8.520.000    |
| 27. Juni 1992     | London           | Vereinigtes Konigreich | Wembley-Stadion               | 240.000 / 240.000             | $8.520.000    |
| 28. Juni 1992     | London           | Vereinigtes Konigreich | Wembley-Stadion               | 240.000 / 240.000             | $8.520.000    |
| 3. Juli 1992      | Lausanne         | Schweiz                | Stade de la Pontaise          | 38.000 / 38.000               | $1.672.000    |
| 4. Juli 1992      | Basel            | Schweiz                | St. Jakob-Stadion             | N.N.                          | N.N.          |
| 6. Juli 1992      | Bologna          | Italien                | Stadio Communale              | 36.750 / 36.750               | $1.304.625    |
| 10. Juli 1992     | Monza            | Italien                | Stadio Brianteo               | 25.000 / 25.000               | $1.112.500    |
| 12. Juli 1992     | Montreux         | Schweiz                | Montreux Casino               | — (a)                         | — (a)         |
| Nordamerika       |                  |                        |                               |                               |               |
| 11. August 1992   | Pittsburgh       | Vereinigte Staaten     | Civic Arena                   | N.N.                          | N.N.          |
| 14. August 1992   | Auburn Hills     | Vereinigte Staaten     | Palace of Auburn Hills        | N.N.                          | N.N.          |
| 17. August 1992   | Mansfield        | Vereinigte Staaten     | Great Woods Center            | N.N.                          | N.N.          |
| 18. August 1992   | Mansfield        | Vereinigte Staaten     | Great Woods Center            | N.N.                          | N.N.          |
| 19. August 1992   | Saratoga Springs | Vereinigte Staaten     | Performing Arts Center        | 20.986 / 20.986               | $540.390      |
| 21. August 1992   | Flushing         | Vereinigte Staaten     | Shea Stadium                  | 122.388 / 122.388             | $4.594.206    |
| 22. August 1992   | Flushing         | Vereinigte Staaten     | Shea Stadium                  | 122.388 / 122.388             | $4.594.206    |
| 24. August 1992   | Estates          | Vereinigte Staaten     | Poplar Creek Music Theater    | 25.057 / 25.057               | $663.184      |
| 25. August 1992   | St. Louis        | Vereinigte Staaten     | Riverport Amphitheatre        | 20.147 / 20.147               | $453.308      |
| 29. August 1992   | Los Angeles      | Vereinigte Staaten     | Dodger Stadium                | 120.174 / 120.174             | $4.422.520    |
| 30. August 1992   | Los Angeles      | Vereinigte Staaten     | Dodger Stadium                | 120.174 / 120.174             | $4.422.520    |
| 3. September 1992 | Mountain View    | Vereinigte Staaten     | Shoreline Amphitheatre        | N.N.                          | N.N.          |
| 4. September 1992 | Mountain View    | Vereinigte Staaten     | Shoreline Amphitheatre        | N.N.                          | N.N.          |
| 6. September 1992 | Tacoma           | Vereinigte Staaten     | Tacoma Dome                   | 22.821 / 22.821               | $633.282      |
| Zusammenfassung   | Zusammenfassung  | Zusammenfassung        | Zusammenfassung               | 1.306.982 / 1.306.982 (100 %) | + $42.274.663 |

## Tourneegeschehen
Clapton begann seine Tournee mit 20 Auftritten im Vereinigten Königreich vom 1. Februar bis 3. März 1992. Darunter spielte er 12 Konzerte hintereinander in der Londoner Royal Albert Hall. Diese Konzerte wurden – soweit bekannt – komplett ausverkauft. Vom 25. April bis 25. Mai 1992 folgen 22 Konzerte in den Vereinigten Staaten. Die Konzertfakten, die von Promotern veröffentlicht wurden zeigen, dass auch diese Veranstaltungen ausverkauft wurden. Vom 14. Juni bis 12. Juli 1992 kehrte Clapton für 36 Auftritte erneut nach Europa zurück, um die Länder Belgien, Frankreich, die Niederlande, Deutschland, erneut Großbritannien, die Schweiz und Italien zu besuchen. Hier fanden nun auch die ersten Konzerte statt, die Clapton gemeinsam mit Elton John abhielt (18. Juni, 19. Juni, 26.–28. Juni, 3.–4. Juli, 6. Juli, 10. Juli 1992).
Highlights der Tournee waren unter anderem die Auftritte im Hippodrome de Vincennes bei Paris (62.593 Besucher), im Feyenoord Stadium (48.542) in Rotterdam, im Londoner Wembley-Stadion (240.000 Besucher) sowie im Stade de la Pontaise (38.000 Besucher) in Lausanne und im Stadio Communale (36.750 Besucher) in Bologna, die dem britischen Erfolgsduo pro Nacht mehr als eine Million US-Dollar Einnahmen verschafften. Das letzte Konzert des Europa-Teils der Tournee war Claptons zweiter Auftritt beim Montreux Jazz Festival in Montreux. Vom 11. August bis 6. September 1992 reiste Clapton zum Tourneeende zurück in die Vereinigten Staaten, um die Tournee mit weiteren 14 Konzerten zu komplettieren.
Die restlichen Konzerte in den Vereinigten Staaten waren ebenfalls, soweit bekannt ist, komplett ausverkauft. Clapton spielte nun ausschließlich in Arenen und Stadien, die eine Zuschauerzahl von über 20.000 Besuchern beherbergen konnten. Elton John spielte vier weitere Konzerte mit Clapton während seiner Tournee am 21. und 22. August im Shea Stadium (2× 61.194 Besucher) in Flushing und vom 29. bis 30. August im Dodger Stadium (2× 60.087 Besucher) in Los Angeles. Auch diese Konzerte waren ausverkauft und brachten mehr als zwei Millionen US-Dollar Einnahmen pro Konzert ein. Mit einem ausverkauften Konzert am 6. September 1992 im Tacoma Dome endete schließlich die Welttournee, die Clapton mehr als 42 Millionen US-Dollar einbrachte.